# Хипотеза ad hoc
Хипотеза ad hoc (на латински: ad hoc – „само за“) е хипотеза, предназначена за обяснение на отделни, специални явления, които е невъзможно да се обяснят в рамките на дадена теория.
В науката и научната теория играе ролята на помощна хипотеза, която да подкрепи дадена система от хипотетични твърдения (теория) чрез превъзмогването на възникнали противоречия. Ad hoc хипотезите нямат претенция за универсална валидност, вместо това целта им е да обяснят и докажат изключения в определен случай.
Според Карл Попър помощните хипотези, тъй като биха могли да спрат опровергаването на всяка една теория, са единствено допустими ако поставят под съмнение дадена теория, т.е. ако аргументират срещу а не в помощ на нейната универсална валидност.

## Примери в природните науки
Въпреки че обсъждането дали такъв вид хипотези са допустими се провежда главно в социалните и хуманните науки, съществуват примери за ad hoc хипотези и в природните науки.
- При формулирането на своя модел на атома физикът Нилс Бор постулира, че електроните не отделят лъчение при радиалното ускорение в орбитите си.

- Волфганг Паули обяснява видимия спектър на бета-лъчите чрез ad hoc хипотезата за съществуването на тогава все още неизвестни елементарни частици без маса, наречени неутрино.